# Еникеево (Марий Эл)
Еникеево (горномар. Вӹтлӓмары) — деревня в Горномарийском районе Республики Марий Эл. Входит в состав Озеркинского сельского поселения.

## География
Находится в юго-западной части республики Марий Эл на левобережье Волги на расстоянии приблизительно 9 км по прямой на северо-запад от районного центра города Козьмодемьянск и 4 км на запад от центра поселения деревни Озерки.

## История
Известна с XVI века, упоминается с 1717 года как деревня горных марийцев Яникеева с 17 дворами и 105 жителями. В 1795 году здесь было учтено дворов 14 и жителей 73, в 1859 22 и 105, в 1897 51 и 295, в 1919 81 и 387, в 1929 95 и 444. В 1948 г. в ней было 132 двора, а в 1952 г. — 136 дворов. В советское время работали колхозы «Гранит» и «Смена» (позже СПК «Смена»).

## Население
Население составляло 352 человека (мари 78 %) в 2002 году, 281 в 2010.